# Si douce, si perverse
À ne pas confondre avec Si douces, si perverses (Così dolce, così perversa) d'Umberto Lenzi.
Pour plus de détails, voir Fiche technique et Distribution.
Si douce, si perverse (Peccati di gioventù) est un film italien de Silvio Amadio, sorti en 1975.

## Fiche technique
Sauf indication contraire, les informations mentionnées dans cette section peuvent être confirmées par la base de données cinématographiques IMDb,  présente dans la section « Liens externes ».
- Titre original italien : Peccati di gioventù[2],[3]
- Titre français : Si douce, si perverse[4]
- Réalisation : Silvio Amadio
- Scénario : Silvio Amadio, Roberto Natale
- Photographie : Antonio Macoppi
- Montage : Carlo Broglio
- Musique : Roberto Pregadio
- Décors : Demofilo Fidani
- Trucages : Angelo Roncaioli
- Sociétés de production : Domiziana Internazionale Cinematografica
- Pays de production :  Italie
- Langue originale : italien
- Format : Couleurs par Telecolor - 1,85:1 - Son mono - 35 mm
- Genre : Comédie érotique italienne
- Durée : 90 minutes[2])
- Date de sortie :
  - Italie : 1er octobre 1975
  - France : 6 juin 1979

## Distribution
- Gloria Guida : Angela Batrucchi
- Dagmar Lassander : Irene
- Silvano Tranquilli : Dr Batrucchi
- Fred Robsahm : Sandro Romagnoli
- Dana Ghia (sous le nom de « Felicita Ghia »)
- Rita Orlando
- Flavio Sorrentino